# جیکب‌هر
جیکِب‌هر (مصری باستان: Jjkb Hr) یا جِکِب‌هر یا ییکب‌هر فرعونی در دودمان پانزدهم مصر باستان بود که از جمله فرمانروایان آسیایی نژاد حاکم در شمال مصر در دوره دوم میانی به شمار می‌رود. تعیین جایگاه تاریخی او مشکل است.
با آنکه او اغلب به عنوان شاهی هیکسوسی در دودمان پانزدهم عنوان می‌شود، مصرشناس دانمارکی کیم ریهولت بر این باور است که او یکی از واپسین شاهان دودمان چهاردهم بوده. این دیدگاه بر پایه این است که درحالی که شاهان هیکسوس از القاب هکا-خواست همانند سکیرهار یا خیان برای نام خود استفاده می‌کردند، او نام نخست سوسرن‌رع (سو سِ رِ رَ) را انتخاب کرد.
شاهان پسین هیکسوس چون آپوپی همانند شاهان دودمان چهاردهم برای خود نام نخست برگزیدند. جیکِب‌هر همواره برای خود نام نخست یا نام شاهی مروسررع را در طول فرمانرواییش استفاده می‌کرد. این احتمال آن را که او کسی از دودمان چهاردهم باشد قوی می‌کند؛ دودمانی که پس از پایان سیطره هیکسوس‌ها تشکیل شد. معنای مروسررع، «عشق رع نیرومند است» می‌باشد.
مردمان مصر هیکسوس‌ها را اشغال کنند می‌دانستند. حقیقت اما این است که آن‌ها به گوه‌ای تدریجی وارد جامعه مصر شدند و بعدها در آن قدرت گرفتند.